# Haunting Starring Polterguy
Haunting Starring Polterguy (ook wel Haunting) is een computerspel dat werd ontwikkeld en uitgegeven door Electronic Arts. Het spel kwam in 1993 uit voor de Sega Mega Drive. Het speelveld wordt isometrisch weergegeven. De speler speelt Polterguy, de geest van een pas-overleden tegendraadse tiener. Deze tiener heeft het gemunt op de snobistische families van de suburbs. De families kunnen Ploterguy niet zien en hij moet bezig nemen van spullen in hun huizen, zoals broodroosters, wasmachines, televisies, stoelen en banken, etc. De bedoeling is de families zoveel angst aan te jagen dat niet meer terug durven te komen als ze huis zijn uitgerend. De speler kan hiermee 'Ecto' verzamelen wat nodig is om terug te komen in de echte wereld.
Het spel kwam in november 2006 beschikbaar voor de PlayStation Portable als onderdeel van het compilatiespel EA Replay.

## Ontvangst
| Beoordeeld door       | Datum           | Score |
| --------------------- | --------------- | ----- |
| High Score            | januari 1994    | 80%   |
| SwankWorld            | 2004            | 80%   |
| GamePro (USA)         | oktober 1993    | 80%   |
| Game Players          | oktober 1993    | 78%   |
| Power Unlimited       | december 1993   | 78%   |
| Mega Fun              | september 1993  | 71%   |
| Sega-16.com           | 27 juni 2004    | 70%   |
| Svenska Hemdatornytt  | december 1993   | 65%   |
| Retro Spirit Games    | 25 juni 2013    | 60%   |
| The Video Game Critic | 18 oktober 2007 | 50%   |